# Локальный нормативный акт
Локальный нормативный акт, Локальный акт — источник регулирования поведения участников отношений в пределах хозяйствующего субъекта (субъекта предпринимательства).

## Признаки локального нормативного акта
В юридической литературе выделяются следующие признаки локальных нормативных актов:
1. простота принятия и отсутствие формализации процесса принятия;
2. отсутствие требования по их опубликованию в официальных периодических профильных печатных изданиях;
3. обязательность их исполнения и применения в рамках деятельности конкретного хозяйствующего субъекта;
4. многократность применения;
5. отражает экономическую политику хозяйствующего субъекта;
6. должен соответствовать положениям действующего законодательства.

## Классификация

### По субъекту нормотворчества
- собственники хозяйствующего субъекта (например, общее собрание акционеров);
- уполномоченные органы (советом директоров, исполнительным органом и др.).

### По сроку действия
- бессрочные (например, устав),
- срочные (например, положение об обособленном структурном подразделении на время выполнения соответствующего бизнес-проекта).

### Стадия жизнедеятельности хозяйствующего субъекта
- акты, утверждаемые учредителями при создании организации (например, устав),
- акты, издаваемые в процессе ее деятельности (положения о подразделениях общества, о порядке выплаты дивидендов и др.)[6].

### По кругу регулируемых отношений
- корпоративные (например, положение об исполнительном органе, о ревизионной комиссии),
- трудовые (например, правила внутреннего трудового распорядка),
- иные.

### По форме выражения
- устав[7][8];
- положение об обособленном структурном подразделении (филиале, представительстве и иных обособленных структурных подразделениях);
- положение о порядке выплаты дивидендов (прибыли);
- положение об органах управления организации;
- положение об информационной политике;
- положение об охране конфиденциальной информации;
- положение о коммерческой тайне;
- правила внутреннего трудового распорядка;
- положение об оплате труда и премированию;
- правила и инструкции по охране труда;
- график сменности, график отпусков;
- положение о персональных данных работников;
- перечень должностей работников с ненормированным рабочим днем;
- локальный нормативный акт о разделении рабочего дня на части;
- штатное расписание;
- иные акты.

## Доктрина о локальных актах
Типичным локальным нормативным актом признается устав. 
В доктрине трудового права к локальным нормативным актам в силу ст. 8 Трудового кодекса РФ относят исключительно акты работодателя, регулирующие трудовые отношения. 
В результате исследований локальных нормативных актов правоведами сформулированы понятия "корпоративные нормативные акты" (акты, содержащие корпоративные нормы в сфере управления и реализации корпоративных прав), "внутригоскорпоративные нормативные акты" и "акты корпоративного права" (к которым относят не только уставы, внутренние регламенты и иные внутренние документы, но и корпоративные договоры).
В юридической литературе локальные нормативные акты иногда рассматриваются в качестве гражданско-правовой сделки .
Отдельно изучаются акты саморегулируемых организаций: акты, определяющие правовое положение СРО и ее членов (внутренние акты), а также источники регулирования предпринимательской и профессиональной деятельности членов СРО.  